# Calymperes robinsonii
Calymperes robinsonii là một loài rêu trong họ Calymperaceae. Loài này được B.C. Tan & W.D. Reese mô tả khoa học đầu tiên năm 1983.